# جنی بیلی
جنی بیلی (به انگلیسی: Jenny Bailey) (زاده ۱۹۶۲) سیاست‌مدار انگلیسی است.او عضو حزب لیبرال دموکرات بریتانیا است.
او یک زن ترنس است.